# Pałac Friedrichstein
Pałac Friedrichstein (niem. Schloss Friedrichstein) – barokowy pałac nad Pregołą w Prusach Wschodnich, 20 km na wschód od Królewca (obecnie Kamenka, ros. Каменка, obwód królewiecki, rejon gurjewski), jeden z pałaców, które zaprojektował Jean de Bodt (1670–1745) dla arystokratycznej rodziny Dönhoffów. Spalony w 1945 roku.

## Położenie

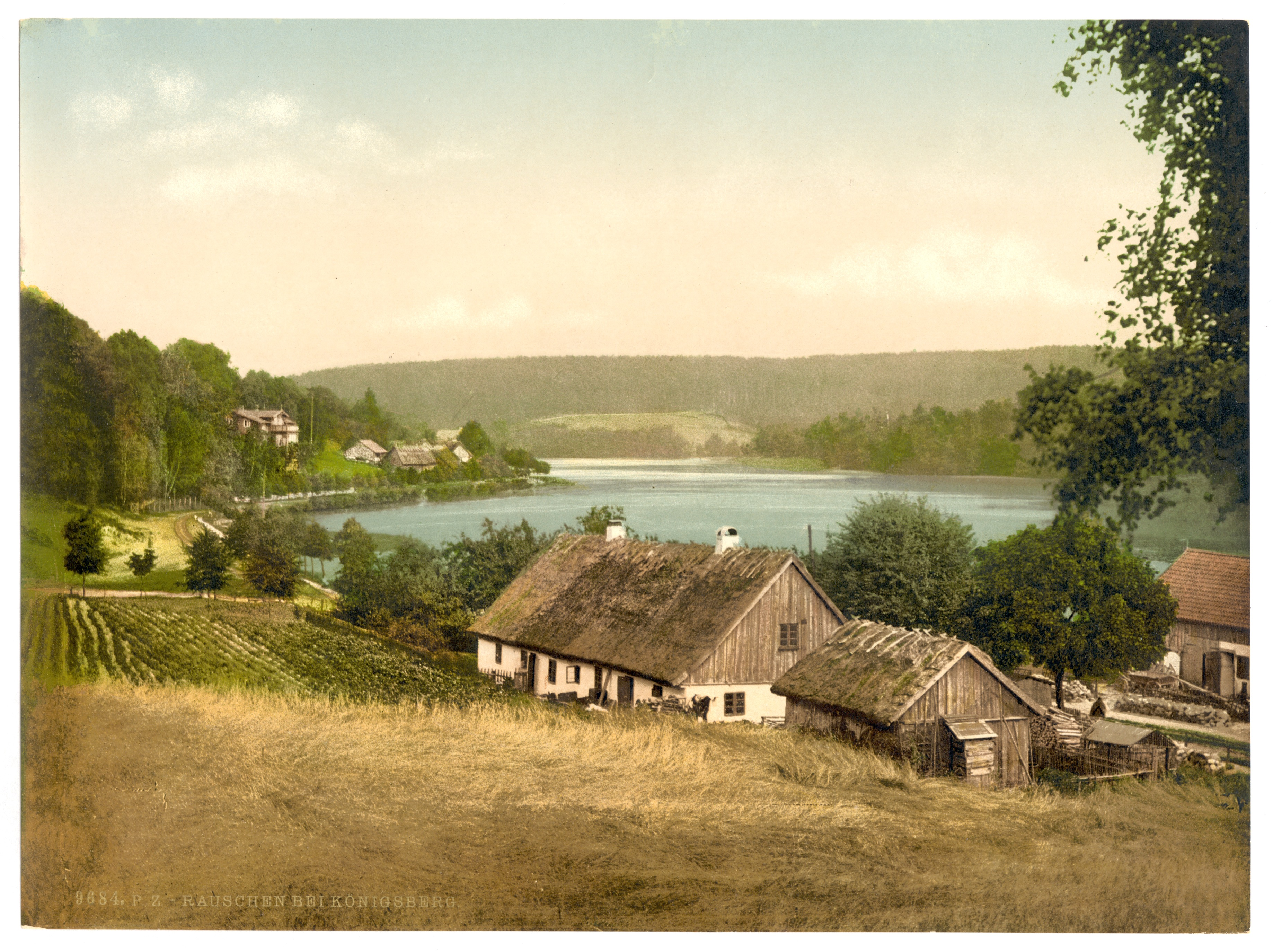
Wiejski krajobraz Prus Wschodnich (1890–1900)

Pałac wybudowano nad rzeką Pregoła, w jej dolnym biegu, niedaleko ujścia do Bałtyku. Jej dorzecze zajmuje dużą część rejonu geograficznego (dominuje dorzecze Niemna). Charakterystyczną cechą krajobrazu są liczne jeziora, w przeważającej liczbie małe (wiele spośród nich to starorzecza i jeziora polodowcowe). Obszar jest położony na Nizinie Wschodnioeuropejskiej, w strefie klimatów umiarkowanych. Dominują tu lasy mieszane, w nich głównie dęby, świerki, sosny, brzozy, lipy. Około 15% powierzchni regionu zajmują lasy o charakterze zbliżonym do pierwotnego, z charakterystyczną dla nich fauną (lisy, kuny, sarny, dziki i in.). W wodach morskich i śródlądowych żyją m.in. leszcze, sandacze, stynki, węgorze, kilki, łososie.

## Tło historyczne
Złożoną historię miejsca, w którym istniał Pałac Friedrichstein, ilustruje m.in. zestawienie nazw pobliskiego miasta: niem. Königsberg, ros. Кёнигсберг, pol. Królewiec, ros. Королевец, ros. Калининград, pol. Kaliningrad.

Herb wielkiego mistrza zakonu krzyżackiego

Osiedle założyli Krzyżacy w roku 1255, na miejscu pruskiej osady Tuwangste. Zamek królewiecki stał się w 1312 roku rezydencją wielkiego marszałka zakonu. W 1300 roku zamkowe osiedle wokół młyna podniesiono do rangi miasta (Nova Civitas). W 1454 roku 56 miast i stany pruskie wypowiedziały posłuszeństwo Krzyżakom. Kazimierz IV Jagiellończyk utworzył województwo królewieckie i włączył je do Polski. Podczas wojny trzynastoletniej Królewiec stał się siedzibą wielkiego mistrza krzyżackiego. Od II pokoju toruńskiego, miasto było stolicą Prus Zakonnych, zależnych od Korony Królestwa Polskiego(1466–1525). Po sekularyzacji zakonu i hołdzie pruskim (1525) stało się stolicą Prus Książęcych (lenno króla polskiego). W kolejnych latach Prusy Książęce przeszły pod panowanie elektorów brandenburskich (w 1657 roku uniezależniły się od I Rzeczypospolitej).
W 1701 roku Fryderyk I koronował się w Królewcu na króla Prus, a ziemie stały się częścią nowego Królestwa Prus.
Po światowej wojnie siedmioletniej Elżbieta Romanowa wcieliła Królewiec do Rosji (1757), jednak Piotr III – jej następca, sprzyjający Fryderykowi II – już w marcu 1762 roku rozkazał Rosjanom opuścić miasto. Po śmierci Piotra III w zamachu stanu (lipiec 1762) władzę objęła jego żona, Katarzyna II Wielka. Prowadziła politykę, w wyniku której doszło m.in. do rozbiorów Polski między Rosję, Prusy i Austrię. Po III rozbiorze (1795) obszar zaboru pruskiego stanowił ponad połowę terytorium Królestwa Prus, a Polacy – blisko połowę jego ludności. Prusy Wschodnie (niem. Ostpreußen) były częścią tego Królestwa, a następnie – zjednoczonego w 1870/71 roku Cesarstwa Niemieckiego, Republiki Weimarskiej i III Rzeszy).
Po zakończeniu II wojny światowej, w czasie konferencji poczdamskiej (1945) północną część Prus Wschodnich z Królewcem przyznano ZSRR, konkretnie RFSRR. Zdecydowano o przesiedleniu Niemców w nowe granice Niemiec. Po rozpadzie ZSRR obwód królewiecki stał się rosyjską eksklawą w Europie Środkowej.

## Historia pałacu Friedrichstein

### XVI–XVII wiek
Teren przyszłego pałacu wykupił w XVI wieku graf Bar, który zamierzał prowadzić tam gospodarstwo rolne. Wybudował dom mieszkalny, stodołę i murowany spichlerz (gospodarstwa „Barten”), jednak miał trudności finansowe i posiadłość – Barten oraz 120 ha ziemi i cztery wsie – przejął w XVII wieku Friedrich von Waldburg. To on wybudował w tym miejscu pierwszy zamek i od jego imienia pochodzi nazwa przyszłego pałacu – „Friedrichstein” („kamień Fridricha”). Po śmierci właściciela zamku (1625) majątkiem zajmowała się wdowa, Maria von Waldburg. Zmarła w 1642 roku, przekazując dziedzictwo Hansowi Albrechtowi von Waldenburg. Dziedzic posiadłości stwierdził, że jej sytuacja gospodarcza nie jest dobra. Był zmuszony sprzedać dużą część majątku.

Herb rodu Denhoffów

W 1666 roku zamek „Friedrichstein” wszedł w posiadanie arystokratycznej rodziny Dönhoffów, którzy starali się uczynić z niego „rodzinne gniazdo” (pozostał w ich rękach przez niemal trzy stulecia, do zniszczenia w roku 1945). Nabywcą – za cenę 29 tys. pruskich talarów – był brandenbursko-pruski arystokrata i wojskowy (niem. Generalleutnant), Friedrich von Dönhoff (1639–1696), syn Magnusa Ernsta von Dönhoff. „Budowniczym pałacu «Friedrichstein»” jest nazywany najstarszy z synów Friedricha, Otto Magnus von Dönhoff (1665–1717), również generał porucznik (niem. Generalleutnant) i dyplomata, honorowany na dworze Fryderyka I i Zofii Charlotty Hanowerskiej (otrzymał m.in. Order Orła Czarnego).

### XVIII/XIX wiek
Otto Magnus Graf von Dönhoff zajął się rodzinną posiadłością, gdy popadł w niełaskę w czasach panowania nieoficjalnego triumwiratu, utworzonego wówczas w Królestwie Prus, zwanego „Drei-Grafen-Kabinett”.
W zimie 1709 roku pałac został niemal doszczętnie zniszczony wskutek silnego pożaru. Mówiono o winie „ognistych duchów”, w które wierzyli mieszkańcy Prus Wschodnich, jednak przypuszcza się, że jego powodem było podpalenie przez sąsiadów, którzy odczuwali wrogość do wyniosłej arystokracji.
Projekt odbudowy pałacu w duchu francuskiego klasycyzmu oraz plany jego otoczenia wykonał Jean de Bodt, m.in. projektant pałacu rodu Dohnów (pałac w Gładyszach, 1701–1704) i następca Johanna Neringa w czasie budowy berlińskiego Zeughausu (1706). Kierownikiem budowy był Jean de Collas (1678–1753), który pełnił tę funkcję również w Gładyszach. Do robót budowlanych Otto Magnus von Dönhoff zatrudnił 100 żołnierzy pułku, którym dowodził, rozlokowanych w posiadłości.
Pałac, odbudowany w latach 1709–1714, a następnie rozbudowywany, mieścił ponad 110 komnat, wśród nich „salę jońską” (zob. porządek joński) oraz mansardę, dobudowaną w roku 1750 w odrębnym stylu rokoko. Był uznawany za jeden z najpiękniejszych zamków w Prusach. Jego fasada miała prawie 100 metrów długości. Stał na wzniesieniu, dzięki czemu uzyskano wrażenie lekkości, mimo wielkich rozmiarów. Pomieszczenia dla gości oraz pracowników i pomieszczenia gospodarcze zlokalizowano niżej, co komentuje się, jako zaakcentowanie znaczenia hierarchii społecznej dla właściciela posiadłości. Centralny budynek był dwukondygnacyjny (z wysoką piwnicą i mansardowym dachem). Od strony dziedzińca znajdował się portyk z kolumnami jońskimi, a od strony ogrodu podobna loggia. Fronton zdobiły ozdobne egzotyczne drzewa, rosnące w dębowych beczkach z masywnymi obręczami.
Zapewniono rozległy widok z okien obu dłuższych ścian; od strony ogrodu – na wydłużony staw (prawdopodobnie starorzecze Pregoły). Obok pałacu, otoczonego rozległymi lasami liściastymi, zorganizowano park w stylu francuskim. Naturalne parki krajobrazowe urozmaicono sztucznymi wodospadami, jaskiniami itp.
Otto Magnus von Dönhoff ożenił się w 1701 roku z Wilhelminą Amalią, córką hrabiego Aleksandra zu Dohna-Schlobitten. Małżonkowie mieli pięciu synów i pięć córek. Ich spadkobiercą został najstarszy z synów – Friedrich II, a następnie posiadłość przechodziła w ręce kolejnych członków rodu.

### XX wiek i współczesność
Jednym z właścicieli Friedrichstein był August Karl von Dönhoff (1845–1920), poseł na sejm Prus i Rzeszy. Jego drugą żoną była Maria von Lepel Gräfin Dönhoff (1869–1940), dama dworu królowej Prus i cesarzowej niemieckiej, Augusty Wiktorii, żony Wilhelma II.
August Karl von Dönhoff był kolekcjonerem. W pałacowym muzeum zgromadził liczne cenne instrumenty muzyczne, broń dekoracyjną, dywany i in.
August Karl i Maria von Dönhoff mieli ośmioro dzieci, które – jako młodzi ludzie – zajęły różne pozycje wobec nazizmu, problemów II wojny światowej i jej skutków, tj. postanowienia poczdamskiej konferencji wielkiej trójki. Córka, Marion Dönhoff (1909–2002), w czasie wojny miała kontakty z uczestnikami „Kręgu z Krzyżowej” (była przesłuchiwana przez Gestapo po zamachu na Hitlera i operacji Walkiria).
W styczniu 1945 roku, tuż przed nadejściem Armii Czerwonej, Marion Dönhoff wyjechała konno na zachód. Pokonała w ten sposób 1000 kilometrów do Westfalii. W Niemczech rozpoczęła nowe życie dziennikarza «Die Zeit» i działacza społecznego, walczącego o pojednanie Niemiec z państwami Europy Wschodniej.
Żołnierze radzieccy podpalili pałac. Dokładali szczególnych starań, aby zniszczyć „faszystowskie Wenery i jelenie” (posągi i płaskorzeźby były rozsadzane dynamitem). Jest prawdopodobne, że w tym czasie został zniszczony również cenny pomnik Immanuela Kanta (Christian Daniel Rauch), który w roku 1944 Marion Dönhoff (za zgodą władz Królewca) przetransportowała do swojej posiadłości Friedrichstein, aby uchronić go przed spodziewanymi bombardowaniami miasta.
Mury spalonego pałacu były zniszczone w małym stopniu, jednak nie przystąpiono do odbudowy i nie sprzeciwiano się dewastacji wnętrz. Sprzyjała jej informacja, że jest to „faszystowskie legowisko” – „Dacza Göringa”.
Ruiny były stopniowo rozbierane. Gdy w 1989 roku Marion Dönhoff odwiedziła nieustannie wspominane i kochane miejsce swojego urodzenia, znalazła tylko ślady fundamentów (zachowały się niektóre zabudowania gospodarcze).